# Hugo Ayala
Hugo Ayala Castro (Morelia, Michoacán, 31 de marzo de 1987) es un exfutbolista mexicano que jugaba como defensa central.
Un defensor central técnico, Ayala participó con México en la Copa del Mundo de 2018, además, es reconocido como un histórico de los Tigres UANL de la Liga MX, equipo en el cual se retiró y actualmente se desempeña como auxiliar técnico del entrenador Robert Dante Siboldi.

## Trayectoria

### Atlas de Guadalajara
Formado en las fuerzas básicas del Atlas comenzó jugando en las categorías Sub-13, Sub-15, Sub-17 y Sub-20 destacando en fuerzas inferiores, donde al destacar fue llamado para el primer equipo para la pretemporada del Apertura 2006. Debutó en Primera División el 28 de octubre de 2006 contra el Guadalajara.

### Tigres UANL
En junio de 2010, los Tigres oficializan la llegada de Ayala a los Tigres siendo su primer refuerzo para el Apertura 2010. En el torneo Clausura 2011, Ayala, Juninho, Jorge Torres Nilo e Israel Jiménez, impusieron la marca de la mejor defensa en la historia de los torneos cortos en México, recibiendo solamente 9 goles en temporada regular.
El 11 de diciembre de 2011 se coronó campeón del fútbol mexicano al derrotar 4 a 1 global al Santos Laguna acabando con una racha de 29 del equipo sin levantar un trofeo de Liga. 
El 16 de enero de 2012 fue premiado con el Balón de Oro al mejor defensa central de la Primera División de México.
Ayala fue un titular indiscutible en el esquema del director técnico Ricardo Ferretti por su gran calidad y desempeño en el terreno de juego. Fue pieza clave para los campeonatos domésticos de Liga MX en los años 2011, 2015, 2016, 2017 y 2019, además de la final de Copa Libertadores 2015. 
Considerado un histórico de los Tigres de la UANL por la cantidad de partidos disputados y los logros obtenidos, tras su retiro en 2023, Ayala se mantiene en la institución, actualmente en su etapa como auxiliar técnico del entrenador Robert Dante Siboldi.

## Selección nacional

### Selección mayor
| Club               | Paísdebi | PJ | Goles | Periodo     |
| ------------------ | -------- | -- | ----- | ----------- |
| Selección Mexicana | México   | 47 | 1     | 2009 - 2018 |

Tras tener excelentes actuaciones en el Atlas, llamó la atención del técnico Sven-Göran Eriksson y fue convocado para el partido amistoso contra Perú.
Debutó el 11 de marzo de 2009 ante la selección de Perú, donde jugó los 90 minutos.
Fue llamado por José Manuel de la Torre, para algunos partidos amistosos y de eliminatoria rumbo a Brasil 2014, donde fue titular algunos partidos. Fue considerado en la lista preliminar de la Copa Oro de la Concacaf de 2011, sin embargo quedó fuera de la lista de 23 jugadores.
En marzo de 2013, al ser considerado para la Copa Confederaciones 2013 el jugador se lesionó, y quedó fuera de la lista de 23 jugadores.
Al tener grandes actuaciones con los Tigres UANL y ser considerado uno de los mejores defensas centrales del fútbol mexicano, Miguel Herrera lo llamó para jugar partidos de eliminatoria.
El 11 de mayo de 2015 quedó en la lista de 23 jugadores para la Copa América de 2015. 
En mayo de 2018 fue convocado para el Mundial de Rusia 2018. Jugó como titular el primer partido en el cual México venció a su similar de Alemania por 1-0, y el de octavos de final en el que su selección quedó eliminada al perder 2-0 frente a Brasil.

### Participaciones en Copas del Mundo
| Mundial                        | Sede  | Resultado        |
| ------------------------------ | ----- | ---------------- |
| Copa Mundial de Fútbol de 2018 | Rusia | Octavos de final |

### Participaciones en Copa América
| Copa              | Sede  | Resultado    |
| ----------------- | ----- | ------------ |
| Copa América 2015 | Chile | Primera Fase |

### Participaciones en Copa de Oro de la CONCACAF
| Copa                            | Sede           | Resultado    |
| ------------------------------- | -------------- | ------------ |
| Copa de Oro de la Concacaf 2017 | Estados Unidos | Tercer lugar |

#### Goles internacionales
| Gol | Fecha               | Sede                             | Oponente           | Marcador | Resultado | Competición |
| --- | ------------------- | -------------------------------- | ------------------ | -------- | --------- | ----------- |
| 1.  | 31 de enero de 2018 | Alamodome, Texas, Estados Unidos | Bosnia-Herzegovina | 1–0      | 1–0       | Amistoso    |

## Palmarés

### Títulos nacionales
| Título               | Club        | País   | Año  |
| -------------------- | ----------- | ------ | ---- |
| Liga MX              | Tigres UANL | México | 2011 |
| Copa MX              | Tigres UANL | México | 2014 |
| Liga MX              | Tigres UANL | México | 2015 |
| Campeón de Campeones | Tigres UANL | México | 2016 |
| Liga MX              | Tigres UANL | México | 2016 |
| Campeón de Campeones | Tigres UANL | México | 2017 |
| Liga MX              | Tigres UANL | México | 2017 |
| Campeón de Campeones | Tigres UANL | México | 2018 |
| Liga MX              | Tigres UANL | México | 2019 |

### Títulos internacionales
| Título                           | Club        | Sede    | Año  |
| -------------------------------- | ----------- | ------- | ---- |
| Liga de Campeones de la Concacaf | Tigres UANL | Orlando | 2020 |

### Distinciones individuales
| Distinción                                                           | Año  |
| -------------------------------------------------------------------- | ---- |
| Mejor defensa central de la Primera División de México Apertura 2011 | 2011 |
| Once Ideal de la Liga MX Apertura 2015                               | 2015 |
| Once Ideal de la Liga MX Apertura 2017                               | 2017 |
| Once Ideal de la Liga de Campeones de la Concacaf                    | 2020 |